# Vachkivtsi
Vachkivtsi (en ukrainien : Вашківці) ou Vachkovtsy (en russe : Вашковцы ; en roumain : Văşcăuţi ; en allemand : Waschkautz) est une ville de l'oblast de Tchernivtsi, en Ukraine. Sa population s'élevait à 5 405 habitants en 2014.

## Géographie
Vachkivtsi se trouve sur la rive droite la rivière Tcheremoch, peu avant son point de confluence avec le Prout. Elle est située à 33 km au nord-ouest de Tchernivtsi et à 430 km au sud-ouest de Kiev.

## Histoire
Vachkivtsi est mentionnée pour la première fois au XVe siècle sous le nom de Vaskivtsi, dérivé de Vasko.

## Population
Recensements (*) ou estimations de la population :
| 1939  | 1959* | 1970* | 1979* | 1989* |
| ----- | ----- | ----- | ----- | ----- |
| 6 500 | 6 205 | 5 675 | 5 645 | 5 811 |

| 2001* | 2011  | 2012  | 2013  | 2014  |
| ----- | ----- | ----- | ----- | ----- |
| 5 987 | 5 455 | 5 430 | 5 406 | 5 405 |